# Zhu De
Zhu De (xinès simplificat: 朱德, pinyin: Zhū Dé) (també traduït com Chu Te segons la transcripció Wade-Giles) (Sichuan (comtat de Yilong), 1886 - Beijing, 1976) fou un militar xinès, considerat el creador de l'Exèrcit Roig de la Xina (amb Mao que no era cap expert en matèria militar) i considerat el seu gran organitzador.
De família de propietaris rurals. Ingressà a l'Acadèmia militar de Yunan on es graduà el 1911. Participà en el moviment republicà se Sun Yat-sen però amb la repressió de Yuan Shikai es va exiliar. El 1922 va anar a Europa on va conèixer Zhou Enlai. A Alemanya es va afiliar al Partit Comunista Xinès. Va anar també a l'URSS. Dirigent destacat de la Llarga Marxa i un dels màxims dirigents militars en la lluita contra l'invasor japonès. Arran de la derrota japonesa a la Segona Guerra Mundial, l'exèrcit comunista passa a denominar-se Exèrcit Popular d'Alliberament del qual fou el Comandant en Cap fins al 1954 quan Mao Zedong va esdevenir el màxim responsable militar. També va tenir grans responsabilitat polítiques (com el càrrec de Vicepresident de la República Popular de la Xina, entre altres).
Durant la Revolució Cultural va sofrir la repressió però destacats membres del PC van protegir-lo.